# Larry Johnson
Larry Johnson (Tyler (Texas), 14 de março de 1969) é um ex-jogador norte-americano de basquete profissional que atuou no Charlotte Hornets e no New York Knicks da National Basketball Association (NBA). Ele foi o número 1 do Draft de 1991.

## Carreira na escola e na faculdade
Em seu último ano do ensino médio, Johnson foi membro da Equipe All-American do McDonald's High School de 1987. Originalmente, ele assumiu um compromisso verbal com a Universidade Metodista Meridional, mas iniciou sua carreira acadêmica no Odessa College, no Texas. Ele jogou nas temporadas de 1987-88 e 1988-89 com médias de 22,3 pontos por jogo como calouro e mais de 29 pontos por jogo no segundo ano, e se tornou o primeiro - e até hoje único - jogador a vencer o Prêmio de Jogador do Ano da Athletic Association Division 1 em ambos os anos em que jogou. Havia até mesmo alguns analistas de basquete que acreditavam que Johnson poderia ter sido uma seleção de primeira rodada do Draft de 1989 se ele tivesse declarado a entrada antecipada.
Johnson acabou se transferindo para a Universidade de Nevada(UNLV) para jogar sob o comando do técnico Jerry Tarkanian. Juntamente com os futuros jogadores da NBA, Stacey Augmon e Greg Anthony, Johnson enfrentou Duke Blue Devils na final do Torneio da NCAA de 1990. UNLV venceu a competição por 103-73, com Johnson contribuindo com 22 pontos e 11 rebotes.
Em uma pós-temporada atolada por acusações contra a UNLV, um acordo foi alcançado entre a universidade e a NCAA para permitir a defesa de seu título na temporada 1990-91. Johnson e a equipe responderam com um recorde perfeito na temporada regular de 27-0, com uma margem de pontuação média de 26,7 pontos por jogo; Esse total incluiu uma vitória de 112-105 sobre o Arkansas, segundo colocado no país na época. No Torneio da NCAA de 1991, UNLV venceu o Torneio Regional do Oeste mas perdeu para o eventual campeão Duke no Final Four.
Johnson foi nomeado pra Primeira-Equipe All-American por duas vezes e ganhou o prêmio de Melhor Jogador do Ano da Associação do Oeste em 1990 e 1991. Ele também ganhou o prestigiado John R. Wooden Award e foi nomeado Jogador Universitário do Ano em 1991. Em 2002, Johnson e os companheiros de equipe Augmon e Anthony foram introduzidos no Hall da Fama da UNLV, juntamente com o time de basquete masculino da UNLV entre 1990 e 1991. Até o momento, eles são a única equipe do UNLV a fazer aparições consecutivas no Final Four.

## Carreira profissional

### Charlotte Hornets
Johnson foi selecionado pelo Charlotte Hornets como a primeira escolha do Draft de 1991 e ganhou o Prêmio NBA Rookie of the Year em sua primeira temporada.
Em 1993, Johnson foi eleito como titular no All-Star Game daquele ano, fazendo dele o primeiro jogador dos Hornets a receber essa honra; ele aproveitou sua melhor temporada estatística com médias de 22,1 pontos e 10,5 rebotes por jogo em 82 jogos, o que lhe rendeu nomeação pra Segunda-Equipe All-NBA. Juntamente com Alonzo Mourning, Muggsy Bogues e Dell Curry, Johnson jogou nos Hornets no auge de sua popularidade no início até meados dos anos 90.
Em outubro de 1993, Johnson assinou o que na época era o contrato mais lucrativo da história da NBA, um contrato de US $ 84 milhões. No entanto, ele perdeu 31 jogos depois de machucar as costas em 27 de dezembro de 1993 em um jogo contra o Detroit Pistons. Durante o verão, ele jogou na Seleção Americana no Campeonato Mundial de Basquetebol Masculino de 1994, ganhando a medalha de ouro.
Johnson entrou na liga como uma potência explosiva com média de 20 pontos e 10 rebotes por jogo. No entanto, após a lesão nas costas, Johnson foi forçado a desenvolver um outro tipo de jogo. Na temporada de 1994-95, ele teve 81 arremessos certos de três pontos, quase 60 a mais do que nos primeiros três anos juntos, e foi selecionado para o All-Star Game da NBA em 1995.
O atrito entre Johnson e Mourning forçou a organização a fazer uma mudança e os movimentos deixaram ambos os jogadores em outras equipes. Antes da temporada de 1995-96, Mourning foi negociado para o Miami Heat e durante a temporada, Johnson foi negociado com o New York Knicks.

### New York Knicks
Johnson teve uma média de 12.8 pontos em sua primeira temporada nos Knicks e embora ele nunca fosse retornar ao All-Star Game, ele foi um membro-chave da equipe que foi campeão da Conferência Leste de 1999.
Durante as Finais da NBA de 1999, Johnson caracterizou os Knicks como uma equipe de "escravos rebeldes". Bill Walton mais tarde chamou Johnson e sua performance de "desgraça". Quando Johnson foi questionado sobre a atuação do armador do San Antonio Spurs, Avery Johnson, no Jogo 4, Johnson novamente mudou o assunto para a escravidão: "Ave, cara, somos da mesma plantação." Ele continuou dizendo: "Aqui está a NBA, cheia de negros, grandes oportunidades, eles fizeram belos passos. Mas qual é o sentido disso quando volto ao meu bairro e vejo a mesma coisa? Sou o único que saiu do meu bairro, todos acabaram mortos, na cadeia, vendendo drogas. Então, eu devo ser honrado e feliz ou qualquer outra coisa pelo meu sucesso."
Em 10 de outubro de 2001, Johnson anunciou sua aposentadoria precoce do basquete devido a problemas crônicos nas costas que o haviam atormentado por vários anos, depois que sua produção de pontos diminuiu por três anos consecutivos.

## Pós-carreira
Em julho de 2007, Johnson manifestou interesse em fazer um retorno aos Knicks em algum tipo de "papel de liderança". Em 21 de dezembro de 2007, Johnson recebeu o diploma de bacharel em ciências sociais da UNLV.
Ele foi contratado pelos Knicks como um representante das operações de basquete e negócios em 8 de abril de 2012. Ele vai se concentrar no desenvolvimento de jogadores e se envolver em iniciativas de negócios.

## Vida pessoal
Johnson se converteu ao islamismo. Durante a temporada da NBA, ele praticou o Ramadã, o mês sagrado do jejum.
Johnson tem cinco filhos com quatro mulheres. Em 2015, ele entrou com pedido de falência em um tribunal da Califórnia, alegando que ele devia mais de US $ 120 mil em pensão alimentícia não remunerada.

## Cinema e televisão
Em 1993, Johnson apareceu no episódio "Grandmama" da sitcom Family Matters como seu alter ego "Grandmama", que se torna companheiro de equipe de Steve Urkel em um torneio de basquete. Mais tarde naquele ano, ele foi convidado no Late Show with David Letterman.
Três anos depois, ele apareceu como ele mesmo nos filmes "Eddie" e "Space Jam"; no segundo, ele teve um papel de apoio como uma versão ficcional de si mesmo. Ele foi um dos astros da NBA que tiveram suas habilidades de basquete roubadas ao lado de Muggsy Bogues, Shawn Bradley, Charles Barkley e Patrick Ewing.

## Estatísticas

##### Temporada regular
| Temporada | idade | Equipe            | Liga | P   | TIT | MIN  | TC  | TCA  | %TC  | 3P  | 3PA | %3P  | TL  | TLA | %TL  | R.OF. | R.DEF. | REB  | ASIS | ROB | TAP | PER | FP  | PTS  |
| 1991-92   | 22    | Charlotte Hornets | NBA  | 82  | 77  | 37.2 | 7.5 | 15.3 | .490 | 0.1 | 0.3 | .227 | 4.1 | 5.0 | .829 | 3.9   | 7.0    | 11.0 | 3.6  | 1.0 | 0.6 | 2.0 | 2.7 | 19.2 |
| 1992-93   | 23    | Charlotte Hornets | NBA  | 82  | 82  | 40.5 | 8.9 | 16.9 | .526 | 0.2 | 0.9 | .254 | 4.1 | 5.3 | .767 | 3.4   | 7.1    | 10.5 | 4.3  | 0.6 | 0.3 | 2.8 | 2.3 | 22.1 |
| 1993-94   | 24    | Charlotte Hornets | NBA  | 51  | 51  | 34.5 | 6.8 | 13.2 | .515 | 0.1 | 0.4 | .238 | 2.7 | 3.9 | .695 | 2.8   | 6.0    | 8.8  | 3.6  | 0.6 | 0.3 | 2.3 | 2.6 | 16.4 |
| 1994-95   | 25    | Charlotte Hornets | NBA  | 81  | 81  | 39.9 | 7.2 | 15.0 | .480 | 1.0 | 2.6 | .386 | 3.4 | 4.4 | .774 | 2.3   | 4.9    | 7.2  | 4.6  | 1.0 | 0.3 | 2.6 | 2.1 | 18.8 |
| 1995-96   | 26    | Charlotte Hornets | NBA  | 81  | 81  | 40.4 | 7.2 | 15.1 | .476 | 0.8 | 2.3 | .366 | 5.3 | 7.0 | .757 | 3.1   | 5.4    | 8.4  | 4.4  | 0.7 | 0.5 | 2.2 | 2.1 | 20.5 |
| 1996-97   | 27    | New York Knicks   | NBA  | 76  | 76  | 34.4 | 4.9 | 9.7  | .512 | 0.4 | 1.4 | .324 | 2.5 | 3.6 | .693 | 2.2   | 3.0    | 5.2  | 2.3  | 0.8 | 0.5 | 1.8 | 3.3 | 12.8 |
| 1997-98   | 28    | New York Knicks   | NBA  | 70  | 70  | 34.5 | 6.1 | 12.6 | .485 | 0.2 | 0.9 | .238 | 3.1 | 4.0 | .756 | 2.5   | 3.2    | 5.7  | 2.1  | 0.6 | 0.2 | 1.8 | 2.8 | 15.5 |
| 1998-99   | 29    | New York Knicks   | NBA  | 49  | 48  | 33.4 | 4.3 | 9.3  | .459 | 0.7 | 1.9 | .359 | 2.7 | 3.3 | .817 | 1.9   | 3.9    | 5.8  | 2.4  | 0.7 | 0.2 | 1.8 | 3.0 | 12.0 |
| 1999-00   | 30    | New York Knicks   | NBA  | 70  | 68  | 32.6 | 4.0 | 9.3  | .433 | 0.8 | 2.5 | .333 | 1.8 | 2.4 | .766 | 1.2   | 4.2    | 5.4  | 2.5  | 0.6 | 0.1 | 1.3 | 2.9 | 10.7 |
| 2000-01   | 31    | New York Knicks   | NBA  | 65  | 65  | 32.4 | 3.8 | 9.2  | .411 | 0.8 | 2.5 | .313 | 1.6 | 2.0 | .797 | 1.4   | 4.2    | 5.6  | 2.0  | 0.6 | 0.4 | 1.5 | 3.2 | 9.9  |
| Total     |       |                   | NBA  | 707 | 699 | 36.3 | 6.2 | 12.9 | .484 | 0.5 | 1.6 | .332 | 3.2 | 4.2 | .766 | 2.5   | 5.0    | 7.5  | 3.3  | 0.7 | 0.4 | 2.0 | 2.7 | 16.2 |

##### Playoffs
| Temporada | Idade | Equipe            | Liga | P  | MIN  | TCA | TC  | 3PA | 3P  | TLA | TL  | R.OF. | REB | ASIS | ROB | TAP | PER | FP  | PTS | %TC  | %3P  | %FT  | MIN  | PTS  | REB | AST |
| 1992-93   | 23    | Charlotte Hornets | NBA  | 9  | 348  | 68  | 122 | 1   | 4   | 41  | 52  | 19    | 62  | 30   | 5   | 2   | 19  | 27  | 178 | .557 | .250 | .788 | 38.7 | 19.8 | 6.9 | 3.3 |
| 1994-95   | 25    | Charlotte Hornets | NBA  | 4  | 172  | 31  | 65  | 1   | 9   | 20  | 25  | 10    | 23  | 11   | 4   | 2   | 6   | 7   | 83  | .477 | .111 | .800 | 43.0 | 20.8 | 5.8 | 2.8 |
| 1996-97   | 27    | New York Knicks   | NBA  | 9  | 295  | 43  | 77  | 6   | 17  | 32  | 38  | 11    | 36  | 23   | 7   | 1   | 15  | 27  | 124 | .558 | .353 | .842 | 32.8 | 13.8 | 4.0 | 2.6 |
| 1997-98   | 28    | New York Knicks   | NBA  | 8  | 310  | 52  | 107 | 2   | 10  | 37  | 50  | 25    | 53  | 13   | 10  | 3   | 25  | 30  | 143 | .486 | .200 | .740 | 38.8 | 17.9 | 6.6 | 1.6 |
| 1998-99   | 29    | New York Knicks   | NBA  | 20 | 683  | 87  | 204 | 24  | 82  | 31  | 46  | 22    | 97  | 31   | 21  | 1   | 33  | 64  | 229 | .426 | .293 | .674 | 34.2 | 11.5 | 4.9 | 1.6 |
| 1999-00   | 30    | New York Knicks   | NBA  | 16 | 589  | 70  | 152 | 13  | 33  | 27  | 34  | 15    | 80  | 26   | 8   | 2   | 23  | 47  | 180 | .461 | .394 | .794 | 36.8 | 11.3 | 5.0 | 1.6 |
| Total     |       |                   | NBA  | 66 | 2397 | 351 | 727 | 47  | 155 | 188 | 245 | 102   | 351 | 134  | 55  | 11  | 121 | 202 | 937 | .483 | .303 | .767 | 36.3 | 14.2 | 5.3 | 2.0 |